# Vũ trường Maxim's
Vũ trường Maxim's (tiếng Anh: Maxim's Club) là nhãn hiệu một cơ sở dịch vụ giải trí tọa lạc quận 1 (Sài Gòn) có lịch sử hoạt động liên tục từ 1925 tới nay.

## Lịch sử
1925 - 1967
Club de Maxim được một ông chủ người Pháp dựng năm 1925 trong quá trình cải tạo một quán cà phê nhỏ đã xuống cấp, tọa lạc Rue Catinat là con phố sầm uất nhất đô thành Saïgon, với tư cách pháp nhân là chi nhánh của chuỗi Maxim's hoàn vũ. Giới ăn chơi thị thành thường gọi thông tục là nhà hàng Maxim, mượn nhan đề vở nhạc kịch Ả ca-ve nhà hàng Maxim nổi tiếng đương thời, tuy nhiên tên gốc không phát xuất từ tên kịch phẩm này. Nhưng cho mãi tới thập niên 1950, dưới sự quản lí của nhiều đời chủ Pháp, nhà hàng Maxim chỉ là tiệm cà phê thuốc lá tầm trung, hoàn toàn lép vế so với những địa chỉ ăn chơi thời thượng cùng phố là Café Givral, Continental Palace, Hôtel Caravelle... mà người thượng lưu gọi là khu tứ giác Eden.
Thời đệ nhất cộng hòa, do các tụ điểm vui chơi giải trí lớn bị chính quyền hạ lệnh đóng cửa do quá nhiều tai tiếng, một số tiệm cà phê hạng trung nhờ thế mà có cơ hội vươn lên. Đây là lúc nhà hàng Maxim gây dần tiếng vang vì sự kết hợp giữa ăn uống và ca nhạc - hình thức giải trí phổ biến sau Đệ nhị thế chiến. Dù vậy, vì quy mô quá nhỏ nên Maxim chỉ đạt doanh thu vừa phải, khiến cho giới chủ thầu bắt đầu ngán ngẩm muốn bỏ đi.
Trong thời kì giới nghiêm sau cách mạng 01 tháng 11, việc kinh doanh thất bát buộc nhà hàng Maxim phải đóng cửa thời gian dài, cơ sở vật chất hoàn toàn xuống cấp. Chính quyền đô thành còn ngỏ ý định phá cả dãy phố để dùng vào mục đích dân sự.
1967 - 1975
Tuy nhiên, vào năm 1967, ông Huỳnh Đạo Nghĩa (chủ hãng kem đánh răng Hynos) mua được giấy phép toàn quyền xử dụng 3 thửa đất tương ứng địa chỉ 13-15-17 đại lộ Tự Do. Ông quyết định giữ lại nhãn hiệu Maxim nhưng phá cơ sở cũ để xây khiêu vũ trường, dự định đáp ứng nhu cầu thời thượng của lớp công chức cả Việt Nam và quốc tế tại Sài Gòn. Nhưng do thiếu kinh nghiệm quản lí, việc kinh doanh bế tắc, có lúc phải đổi là Mỹ-Tâm Maxim's Club, nên vào năm 1969 ông chủ Huỳnh bán mặt bằng cho ông Diệp Bảo Tân - một thương gia người Hoa.
Ông chủ Diệp bèn cải danh địa chỉ này thành Maxim's Club, cố gắng kết hợp việc kinh doanh ẩm thực với giải trí. Bên cạnh sự khuyến khích khách hàng khiêu vũ cùng bạn nhảy là các tiếp viên được đào tạo chuyên nghiệp, nhà hàng cũng mời các nghệ sĩ ăn khách về biểu diễn. Trong khi vấn đề kinh doanh do ông chủ Diệp hoàn toàn quyết định, việc quản lí nghệ sĩ và dàn dựng tiết mục được giao hẳn cho nhạc sĩ Hoàng Thi Thơ và vũ sư Lưu Hồng. Ông Hoàng Thi Thơ bèn tiến hành tuyển lựa nghệ sĩ để lập ra Đoàn văn nghệ Maxim's, ráo riết đào tạo họ thành những nhân vật đa tài và giỏi biến tấu, đồng thời đấu thầu sóng truyền hình, thi thoảng cũng được chính phủ mời làm đại diện Đoàn Văn nghệ Việt Nam lưu diễn hải ngoại. Vì thế, đây được coi là nơi ươm mầm cho vài thế hệ nghệ sĩ ưu tú Việt Nam về sau, cũng là giai đoạn hoàng kim của thương hiệu Maxim's.
Điểm khác biệt của đêm văn nghệ Maxim's so với những câu lạc bộ Sài Gòn cùng thời là không lặp lại một cách cứng nhắc những trào lưu văn nghệ thời thượng, mà bổ sung những tiết mục ngâm, chèo, tuồng, cải lương... truyền thống nhưng phần nào cách tân để công chúng thời đại dễ tiếp nhận. Gần khuya có thêm màn vũ sexy để phục vụ nhu cầu giới chức và sĩ quan. Cho nên, mặc dù là vũ trường phục vụ những nhu cầu nông nổi của khách thành thị, Maxim's vẫn thổi hồn sống vào những loại hình nghệ thuật tưởng đã mai một hoặc lỗi thời. Ông chủ Hoàng Thi Thơ cũng tích cực thâu dĩa, quay phim nhựa màu để khuyến khích các nghệ sĩ thể hiện tài năng. Nhờ vậy, chỉ trong thời gian ngắn Maxim's đã vươn dậy thành chốn giải trí thượng lưu độc đáo và ăn khách nhất đô thành, đặc biệt thu hút lớp người Bắc di cư muốn tìm chốn hoài tưởng cố hương.
Trong giai đoạn cao trào Đại hội Nhạc trẻ, khi kí giả Trường Kỳ thuê vũ trường Queen Bee mở đại nhạc hội Hippie Agogo, rồi ca sĩ Jo Marcel mua lại phòng trà Đêm Màu Hồng của gia đình nhạc sĩ Vũ Hoàng Chương, vị thế Maxim's bị chìm một thời gian. Nhưng khi phong trào nhạc trẻ đuối sức cùng với tình hình chiến sự căng thẳng, lối giải trí độc đáo của Maxim's lại vươn lên thống trị không gian ăn chơi đô thành.
Ngày 30 tháng 04 năm 1975, khi tổng thống Dương Văn Minh đọc tuyên bố giải thể chế độ, Đoàn Văn nghệ Việt Nam (nòng cốt là Đoàn văn nghệ Maxim's) do ông bầu Hoàng Thi Thơ dẫn đầu vẫn đang lưu diễn tại Tokyo. Buổi biểu diễn cuối cùng của đoàn trước khi rã ngũ là trên sóng NHK.
| “                                                   | Phòng trà Maxim’s tọa lạc ngay địa điểm của nhà hàng Maxim’s bây giờ. Phòng trà này không chỉ có ca nhạc mà còn có ăn uống dành cho giới thượng lưu, sang trọng lúc đó. Dưới sự điều khiển của nhạc sĩ Hoàng Thi Thơ, phòng trà này có những màn nhạc kịch có chất lượng nghệ thuật cao. Độc đáo của Maxim’s là mỗi đêm, chương trình văn nghệ của Hoàng Thi Thơ đều cống hiến cho khán giả những màn vũ dân tộc độc đáo. Những chiếc nón quai thao thi đua bay lượn, xoay tròn theo điệu hát dân ca cổ truyền, những cô gái Việt ngày xưa mặc áo tứ thân đang hát đối đáp cùng những chàng thư sinh áo the, khăn nhiễu. Đó là nét đặc biệt của Maxim’s với tài dàn dựng của Hoàng Thi Thơ. Maxim’s có cái dáng và không khí của sân khấu nước ngoài. Có nhiều màn vũ cũng như ca kịch có tính cách Á Đông như tiết mục 'Cô gái điên' (Xuân Dung, Mỹ Phương, La Thoại Tân và Ngọc Đức). Thường xuyên cho thay đổi một tháng một chương trình. Có nhiều phòng trà đến chỉ uống nước và xem ca nhạc. Với những giọng hát tốt nơi đó thu hút khách nghe nhạc, thờ ơ với món ăn. Có những nơi người ta chỉ ăn. Nhưng đến Maxim’s người ta vừa ăn và vừa xem. Với những gương mặt ca sĩ và kịch sĩ ấn tượng như La Thoại Tân, Ngọc Đức, Túy Hoa, Phi Thoàn, Khả Năng, giọng ca tenor của Cao Thái và dàn vũ nữ xinh đẹp, thực khách tha hồ mãn nhãn và cười thoải mái. Nhạc sĩ Hoàng Thi Thơ từng tự hào là tại miền Nam này không ai viết nhạc kịch như ông. Nhạc kịch, hài hước, vũ nữ xinh như mộng đã tạo cho Maxim’s một thương hiệu và là nơi chỉ giới nhà giàu mới đặt chân vào. | ” |
| — Lê Văn Nghĩa, Phòng trà ca nhạc Sài Gòn xưa, 2017 | |   |

1975 - 1986
Sau sự kiện 30 tháng 04 năm 1975, vũ trường Maxim's bị buộc đóng cửa trong trào lưu bài trừ lối sống trụy lạc và các tệ nạn xã hội vài năm. Sau khi phong trào thanh niên xung phong vãn dần, giới trẻ Sài Gòn từ các tỉnh biên giới về cần không gian giải trí, khiến cho một số vũ trường có lịch sử hoạt động lành mạnh được chính quyền thành phố "nhắm mắt làm ngơ" cho mở từ sẩm tối tới gần khuya, trong đó có Maxim's.
Thời kì âm nhạc chính trị, một lượng nhỏ ca khúc nhạc trẻ thời Việt Nam Cộng hòa được phép phổ biến tại Maxim's bên cạnh nhạc trẻ Âu-Mĩ, Liên Xô và Việt Nam mới. Hằng đêm, tại Maxim's có các chương trình văn nghệ với thành phần chủ yếu là nghệ sĩ từ ngoài Bắc vô biểu diễn trên nền nhạc disco thời thượng.
1986 tới nay
Sau khi chương trình Đổi Mới được thông qua, các cơ sở kinh doanh tại Sài Gòn được tự do sang tên như trước năm 1975. Vũ trường Maxim's qua nhiều đời chủ nhưng hầu hết quản lí kém khiến cơ sở này lép vế so với nhiều vũ trường mới nổi trong thành phố, điển hình là Trung tâm Thương mại Giải trí Super Bowl (còn gọi vũ trường Superbowl). Quy mô hoạt động của Maxim's bị thu nhỏ trong lĩnh vực ẩm thực và khiêu vũ, mà thực khách đa số là lớp người Sài Gòn ưa hoài niệm hoặc người Bắc mới vô muốn tìm hiểu lối sống thượng lưu thời Việt Nam Cộng hòa. Đôi lúc báo giới còn lầm tưởng Maxim's đã giải thể.
Mặc dù vị thế không còn như thời hoàng kim, nhưng Maxim's là địa chỉ được chính quyền quận 1 ưu ái giữ nguyên số 13-15-17 và thường dùng làm mốc đánh số toàn tuyến đường Đồng Khởi phía lẻ.

## Văn hóa
- Phim màn ảnh đại vĩ tuyến Người cô đơn (1971).
- Ca kịch Cô gái điên và nhạc phẩm Tình ta với mình: Nữ chính Thanh Nga.
- Nhạc phẩm Tình yêu tuyệt vời và Con tim và nước mắt: Ban CBC trình diễn trong phim Người cô đơn năm 1971 và thâu dĩa năm 1972.
- Phim thời sự Saigon night club (1972) do hãng AP thực hiện.
- Nhạc phẩm Sài Gòn niềm nhớ không tên (Nước mắt cho Sài Gòn), nhạc sĩ Nguyễn Đình Toàn sáng tác năm 1979.
- Tiểu thuyết Đường Tự Do Sài Gòn của tác giả Nhã Ca (2006).

## Liên kết
1. ↑  Maxim's Club - Vũ trường huyền thoại tại Sài Gòn
2. ↑  Ông Diệp Bảo Tân đã từ trần
3. ↑  Vũ trường Maxim's một thời
4. ↑  Phòng trà ca nhạc Sài Gòn xưa: Queen Bee & Maxim's
5. ↑  Bước nhảy đam mê: Một thời khó quên

- Môi son Julie: Vũ trường tango đèn màu
- Sài Gòn - những địa chỉ nổi tiếng trước và sau 1975
- Hình ảnh so sánh đường Sài Gòn xưa và nay
- Catinat/Tự Do - con đường phồn hoa
- Catinat/Tự Do và nếp sống Sàigòn xưa qua con đường lâu đời nhất[liên kết hỏng]